# Tanagro

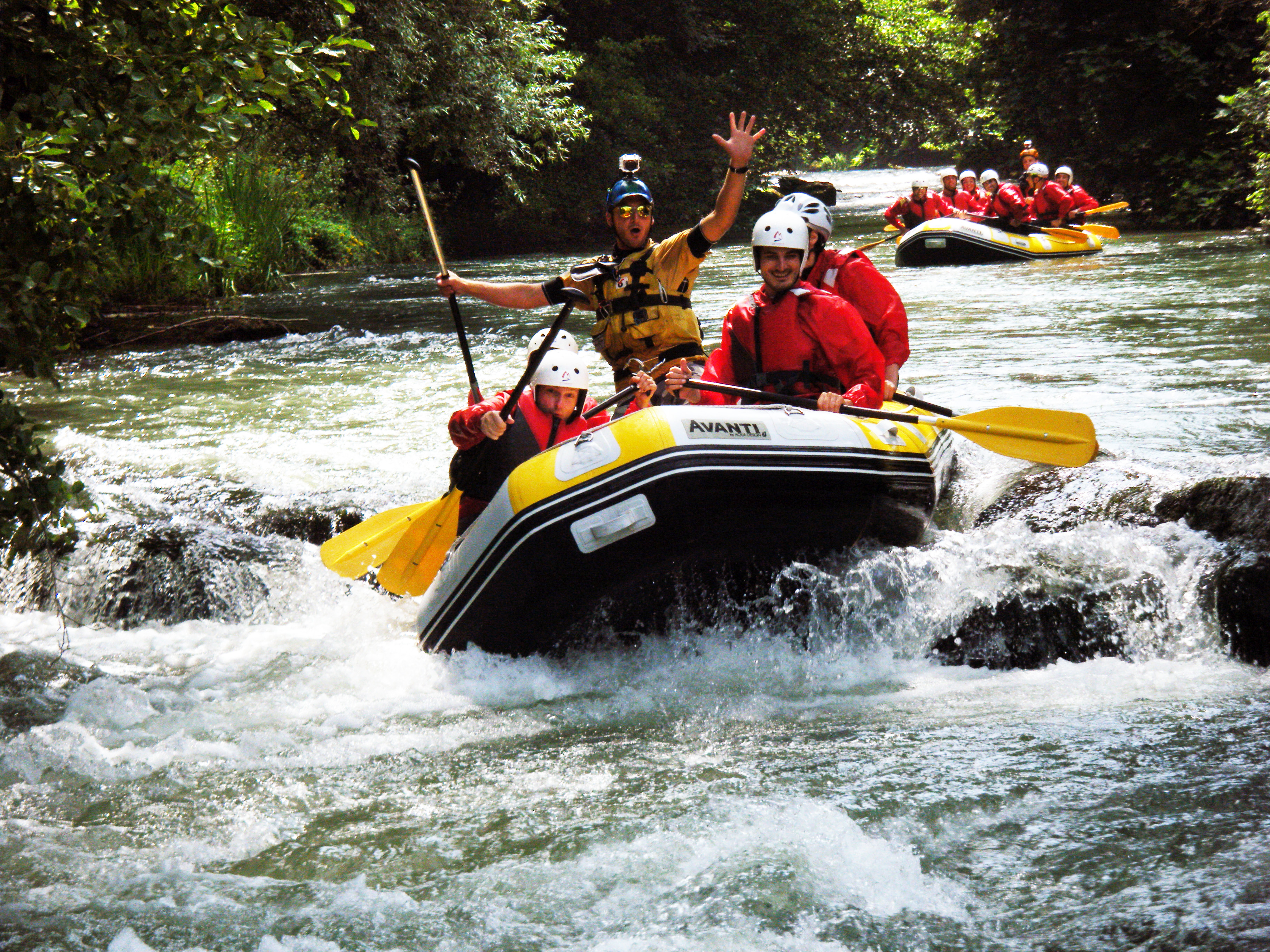
fiume Tanagro tra Pertosa e Auletta

Il Tanagro è un importante fiume lungo 92 km, principale affluente di sinistra del fiume Sele, che scorre nella regione Campania per la gran parte del suo corso nell'area contigua del parco nazionale del Cilento e Vallo di Diano.

## Corso del fiume

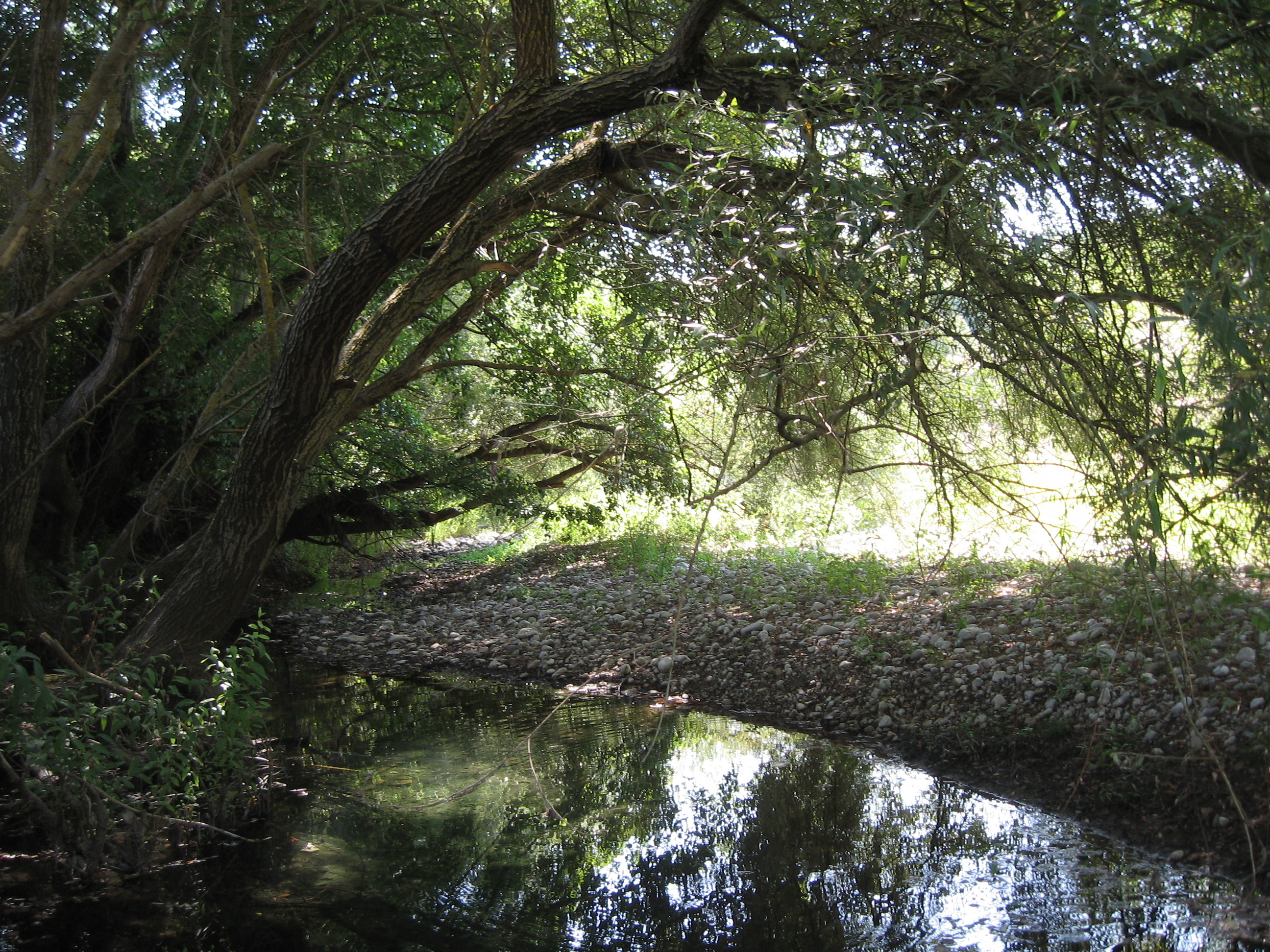
Scorcio del Tanagro in secca

Nasce sotto forma di semplice torrente a monte del comune di Casalbuono, in località Cozzo del Demanio, a una quota di circa 1336 m s.l.m., nel comune di Moliterno e nella parte iniziale sulla cartografia I.G.M. in scala 1:250.000 è denominato Calore. L'apporto importante è dato dalle sorgenti del Calore nel comune di Montesano sulla Marcellana, tende poi ad ingrossarsi rapidamente grazie all'apporto di numerose sorgenti, ruscelli e torrenti fino a diventare un fiume vero e proprio nei pressi di Padula. Dal territorio di Atena Lucana il fiume fu canalizzato, rettificato e cementificato, negli anni ottanta. Percorre in tutta la sua lunghezza la conca del Vallo di Diano (450 m s.l.m.), attraversando il centro abitato del comune di Polla dove è presente un antico ponte romano che unisce il primo nucleo abitativo a quello costruito in seguito, uscendone poi attraverso la gola di Campostrino.
Fuori dal Vallo di Diano prosegue attraverso un percorso naturale di estrema bellezza i territori di Auletta, Caggiano e Pertosa dove raccoglie anche le acque provenienti dalle Grotte dell'Angelo. Qui è possibile scoprire circa 5 km di fiume, direttamente dal fiume facendo rafting guidati da professionisti.
Continuando il suo corso parallelamente ai monti Alburni e al massiccio Eremita - Marzano si ingrossa ancora grazie a numerosi altri tributari (fiume Platano-Bianco) fino a riversarsi nel Sele nei pressi di Contursi Terme. Importante evidenziare alcuni aspetti naturalistici di rilievo quale la presenza dell'Alborella lucana (Alburnus albidus) e la Trota fario (Salmo trutta fario), oltre alcune delle ultime colonie di lontre.

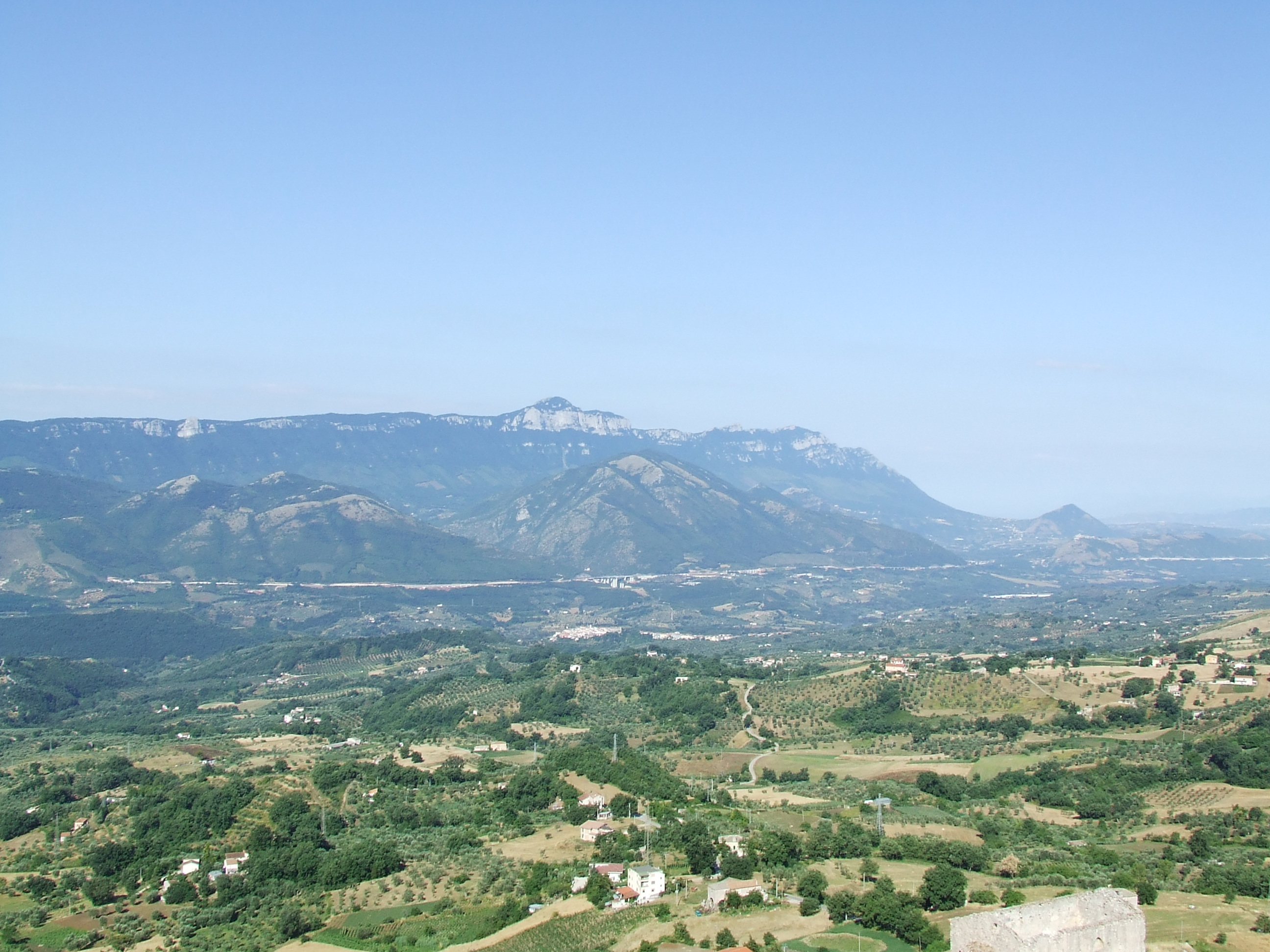
Monti Alburni e Valle del Tanagro visti da Caggiano

## Altro
Lungo il suo corso è presente l'omonima Comunità montana
e la Comunità Montana "Vallo di Diano"
Tra i principali affluenti del Tanagro i fiumi: Rio Freddo, Sant'Antuono, Canale Zia Francesca, Imperatore, Marza.